# Toast Skagen

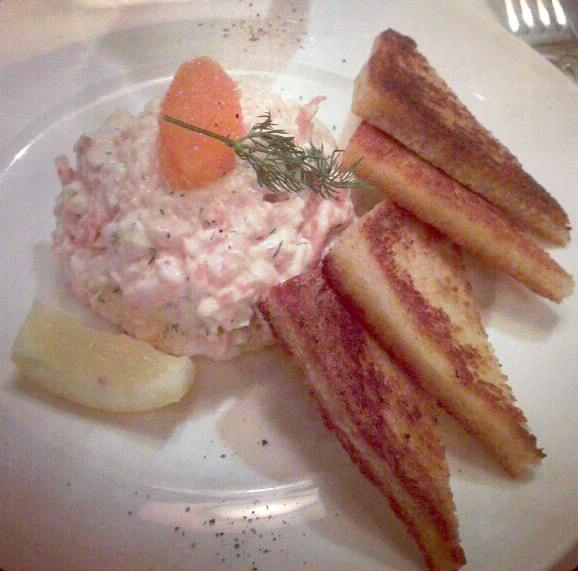
Toast Skagen

Toast Skagen är en maträtt som är en av de vanligaste förrätterna i Sverige och också populär i Finland. 
Den består av en smörstekt eller rostad skiva formfranska med en majonnäsbaserad blandning med räkor (men i moderna varianter även till exempel krabba eller crabsticks) toppat med fiskrom och en dillkvist, och möjligtvis citron. Röran som används som pålägg kallas skagenröra. I vissa varianter blandar man dill och gräslök i skagenröran och använder crème fraîche istället för majonnäs.
Vilken fiskrom som används varierar. Löjrom är populärt, men även den billigare stenbitsrommen är vanlig.
Namnet syftar på Skagen på Jylland, men trots det så är rätten tämligen okänd i Danmark. Den har nämligen inget danskt ursprung utan det är den svenske kocken Tore Wretman som skapat den. Han lanserade den på 1950-talet. I Wretmans recept är det bara räkor, majonnäs och enligt vissa återgivningar dill.